# Gisèle Prassinos
Gisèle Prassinos, née le 26 février 1920 à Constantinople, dans l'Empire ottoman, et morte le 15 novembre 2015 à Paris,, est une poétesse, romancière, novelliste et artiste plasticienne. Ses premiers poèmes écrits à quatorze ans furent aussitôt admirés par les surréalistes.

## Biographie
La famille Prassinos fuit Constantinople et les persécutions que subissent alors les Grecs et s'installe à Nanterre en 1922. D'origine grecque par son père et italienne par sa mère, Gisèle Prassinos est la jeune sœur du peintre Mario Prassinos.
À quatorze ans, Gisèle Prassinos commence à écrire des textes automatiques que son frère, par le biais d'Henri Parisot, montre aux surréalistes. Elle séduit André Breton et Paul Éluard par « le merveilleux de sa poésie et sa personnalité de femme-enfant. » Ils voient dans ses écrits « la véritable illustration du langage automatique par excellence ». Man Ray la photographie lisant ses poèmes au Café Dynamo Ses premiers poèmes paraissent en 1934 dans les revues Minotaure et Document 34.
Son premier recueil La Sauterelle arthritique paraît en 1935 aux Éditions GLM avec une note de Paul Éluard et une photographie de Man Ray. En 1940, André Breton inclut deux textes de Gisèle Prassinos dans son Anthologie de l'Humour noir.
Au cours de la guerre et jusqu'à la fin des années 1950, elle cesse de publier. Elle travaille dans des crèches, et co-traduit avec son mari Pierre Fridas plusieurs livres de Níkos Kazantzákis comme Alexis Zorba ou La Liberté ou la mort. Elle se remet ensuite à écrire, des poèmes et des romans, en opposition avec l'orthodoxie surréaliste. Ces textes sont toutefois inclassables. Brelin le frou, ou le portrait de famille (1975) décrit des personnages vivant selon des règles fantaisistes. Sur les dessins de l'auteur, ils ont la particularité de porter une coiffe à l'image de leur sexe. Les nouvelles de Mon cœur les écoute (1982) font montre d'un humour poétique proche de celui d'Henri Michaux ou de Joyce Mansour. Elle est également connue pour ses dessins et ses « tentures », des œuvres plastiques réalisées à l'aide de morceaux de tissu de couleur découpés.
Gisèle Prassinos a légué à la Bibliothèque historique de la ville de Paris un riche fonds de manuscrits. Son œuvre artistique a été légué à sa nièce Catherine Prassinos.

## Œuvres
- La Sauterelle arthritique, Paris, GLM (Guy Lévis Mano), 1935.
- Une demande en mariage, Paris, GLM, 1935.
- Quand le bruit travaille, Paris, GLM, 1936.
- Facilité crépusculaire, Paris, Debresse, 1937.
- La Lutte double, contes, Paris, GLM, 1938.
- Une Belle famille, contes, Paris, GLM, 1938.
- La Revanche, contes, Paris, GLM, 1939.
- Sondue, contes, Paris, GLM, 1939.
- Le Feu maniaque, Paris, Robert J. Godet éditeur, collection Pour mes amis,préface et postface de Paul Éluard, 1943.
- Le Rêve, histoire, Paris, Fontaine, 1947.
- Le Temps n'est rien, roman, Paris, Plon, 1958.
- La Voyageuse, roman, Paris, Plon, 1959.
- Le Cavalier, nouvelles, Paris, Plon, 1961.
- La Confidente, roman, Paris, Grasset, 1962.
- L'Homme au chagrin, poèmes, Paris, GLM, 1962.
- Le Visage effleuré de peine, roman, Paris, Grasset, 1964, Réédition: 2000 (Paris, Ed. du Cardinal, Prix Poncetton de La Société des Gens de Lettres) et 2004(Paris Zulma)
- Le Grand repas, roman, Paris, Grasset, 1966.
- Les Mots endormis, poèmes et contes, Paris, Flammarion, 1967.
- La Vie la voix, poèmes, Paris, Flammarion, 1971.
- Petits quotidiens, poèmes, Paris, Commune Mesure, 1974.
- Brelin le Frou ou le portrait de famille, récits et dessins, Paris, Belfond, 1975.
- Trouver sans chercher : 1934-1944, recueil des textes surréalistes, Paris, Flammarion, 1976.
- Comptines pour fillottes et garcelons'», poèmes, Paris, L'École des loisirs, 1978.
- Pour l'arrière-saison, poèmes, Paris, Belfond, 1979.
- Le Ciel et la Terre se marient, poèmes, Paris, Éd. Ouvrières, 1979.
- Pour l'arrière-saison, poèmes, Paris, Belfond 1982, Liasse à l'imprimerie, Fontenay-sous-Bois, 1982
- L'Instant qui va, Romillé, Folle avoine, 1985.
- Comment écrivez-vous ? ou Ils sont malins les écrivains, Romillé, Folle avoine, 1985.
- Poésie partagée, été 1987, Romillé, Éditions Folle avoine, 1987.
- Le Verrou et autres nouvelles, Paris, Flammarion, 1987.
- La Fièvre du labour, Urville, Querqueville, 1989,
- La Lucarne, nouvelles, Paris, Flammarion, 1990.
- La Table de famille, nouvelles, Paris, Flammarion, 1993.
- La Mort de Socrate, et autres nouvelles, Aigues-Vives, HB éditions, 2006. Réédition chez Le Mot fou éditions en 2009.
- Mon cœur les écoute, 2009, Le Mot fou éditions
- Monsieur Thomas en exil, suivi de Tante Marie ou Ballonnette, nouvelles et dessins, St-Quentin-de-Caplong, Atelier de l'agneau éditeur, collection Archives, 2009.

Œuvre graphique
- Poissons et oiseaux, 1936, dessin crayon sur papier, 21 × 27 cm, collection particulière[7]
- Oiseaux et autres monstres, 1936, pastel sur papier, 14,7 × 21,8 cm[8]
- Samson et Dalila, la perfide, 1978, tenture feutrine, 79 × 103 cm[9]
- Frère, sœur et prix d'excellence, 1978, tenture feutrine, 103 × 79 cm[10]

Traduction
- Níkos Kazantzákis, La Liberté ou la Mort, avec Pierre Fridas